# Donna Wilkes
Donna Consuelos Wilkes (New York, 11 novembre 1959) è un'attrice statunitense.
È nota al pubblico per aver interpretato Diane Alder nella prima stagione di Hello, Larry, ruolo ripreso anche in un episodio de Il mio amico Arnold.

## Biografia
La Wilkes è nata a New York da madre spagnola e padre irlandese. Suo padre era medico e sua madre una cantante. I suoi divorziano quando aveva 3 mesi.
Ha iniziato la sua carriera da bambina apparendo in alcuni spot pubblicitari, prima del debutto al cinema in Lo squalo 2 (1978). Successivamente ha recitato nel film horror Schizoid (1980). È apparsa anche in diversi programmi televisivi, tra cui la soap opera Il tempo della nostra vita, ed Hello, Larry, ruolo durato solo una stagione.
Ha avuto un ruolo da protagonista nel thriller Angel Killer (1984), in cui interpreta una studentessa di Los Angeles che di notte fa la prostituta. La Wilkes aveva 25 anni ma interpretava un personaggio di 15 anni. Per prepararsi al ruolo, ha trascorso diverso tempo con vere prostituite e con i poliziotti del posto.
Da diverso tempo, l'attrice si è ritirata a vita privata.

## Vita privata
È stata sposata per un breve periodo con l'attore Billy Gray, tra gli interpreti della serie televisiva Papà ha ragione.

## Filmografia

### Cinema
- Lo squalo 2 (Jaws 2), regia di Jeannot Szwarc (1979)
- Schizoid, regia di David Paulsen (1980)
- Angel Killer (Angel), regia di Robert Vincent O'Neill (1984)
- 90210 Shark Attack, regia di David DeCoteau (2014)

### Televisione
- L'incredibile Hulk (The Incredible Hulk) – serie TV, episodio 2x08 (1978)
- Il mio amico Arnold (Diff'rent Strokes) – serie TV, episodio 1x19 (1979)
- Hello, Larry – serie TV, 14 episodi (1979)
- Sui sentieri del West (The Outcasts) – serie TV, episodio 2x03 (1979)
- Visite a domicilio (House Calls) – serie TV, episodio 3x04 (1981)
- I ragazzi di padre Murphy (Father Murphy) – serie TV, 2 episodi (1982)
- T.J. Hooker – serie TV, episodio 2x02 (1982)
- Il tempo della nostra vita (Days of Our Lives) – serie TV, 14 episodi (1982-1983)
- Cari professori (Teachers Only) – serie TV, episodio 2x04 (1983)
- La piccola grande Nell (Gimme a Break!) – serie TV, episodio 3x21 (1984)